# Антони Калина
Анто̀ни Калѝна (на полски: Antoni Kalina) е виден полски славист и етнограф, основател и пръв председател на Полското етнографско дружество, общественик, общински съветник в Лвов, член на краковската Академия на знанията, ректор на Лвовския университет. Калина е автор на първата научна история на българския език от 1891 година.

## Биография

### Образование
Антони Калина е роден на 23 май 1846 година в Кремпа, днес квартал на Остров Великополски, тогава в Прусия в селското семейство на Симон Калина от Топола Мала и Мариана Костжева от Кремпа. Когато е на шест години, майка му умира от холера и оставя три малки деца. Баща му се жени втори път за Юзефа Томчак, от която има още шест деца. Учи в началното училище в Кремпа, а след това от 1857 година – в Кралската католическа гимназия в Остров. В гимназията като добър ученик печели стипендията „Карол Мацинковски“. На 20 април 1863 година, по време на Полското въстание в руската част на Полша, заедно с група от 60 ученици изпява по време на служба химна „Боже, пази Полша“ и всички са изключени от училището. Родителите му искат да продължи да учи в Кротошин, но Антони бяга към зоната на въстанието, за да се включи в борбата. Според пруски полицейски доклади през май 1863 година Калина пресича пруско-руската граница, но не са известни повече сведения за участието му във въстанието.
Калина продължава образованието си чак след две години в 1865 година в гимназията в Шрем, която завършва в 1867 година. В същата година, противно на желанието на родителите му, които искат да стане свещеник, се записва във Вроцлавския университет, където учи класическа филология, история, полска литература и граматика във Филологическия факултет. Става член на вроцлавското Литературно - славянско дружество. Във Вроцлав остава три семестъра и след това решава да продължи образованието си в Берлинския университет, където завършва славистика. Завършва следването си в Хале през 1872 г. с докторска дисертация, озаглавена „De fontibus apud veteres scriptores, qui ad Sauromatarum res pertinent“ (За източниците от древните писатели, които засягат въпроси, свързани със сарматите). В 1873 година полага държавен изпит за педагогическа провоспособност по класическа филология и история. Вероятно поради засилването на Културкампф, Калина избира научната пред педагогическата кариера.

### Научна кариера
В 1874 година със стипендията „Йоахим Лелевел“ на Общество за научна помощ на младите на Великото херцогство Познан Калина е изпратен в Пражкия университет, където изучава славянските езици. В същата година пътува из Бохемия, Словакия и Моравия. Събраните при пътуванията си материали публрикува през 1882 г. на френски под заглавието „La langue des Tziganes slovaques“ (Езикът на словашките цигани). В 1875 година продължава пътуванията си през Сърбия, Босна и Херцеговина и през 1876 г. стига до руската столица Санкт Петербург. По време на престоя си в Санкт Петербург посещава лекциите на славистите Измаил Срезневски и Владимир Ламански, като в местните архиви и библиотеки изследва запазените старополски книжовни паметници.
През 1877 година се премества в Лвов, където същата година се хабилитира в университета с труд, озаглавен „Rys historii samogłosek staropolskiego języka w porównaniu z innymi językami straosłowiańskimi“ (Описание на гласните в старополския език в сравнение с другите старославянски езици). През 1878 година е назначен за приват доцент по сравнителна граматика на славянските езици. Пише в научните списания като „Пжеглонд Полски“, „Варта“, „Атенеум“, „Пжеглонд Повсечни“, „Бюлетина на Академията на знанията“ и „Пжеводник Наукови и Литерацки“.
В 1883 година издава в Лвов един от най-важните си трудове – „Historia języka polskiego“ (История на полския език)“. През същата 1883 година със стипендия на Краковската академия предприема няколкомесечно изследователско пътуване през българските земи – Княжество България, Източна Румелия и Македония и впоследствие в 1891 година в Краков издава в две части друг важен свой труд – първата история на българския език „Studia nad historią języka bułgarskiego“ (Изследвания върху историята на българския език). За заслугите му за изследването на българския език е награден с българския сребърен медал Pro litteris et Artibus.
В 1884 година става член-кореспондент на Краковската академия. В 1888 година е назначен за извънреден професор по сравнителна славянска филология, а в 1892 година – за редовен професор. В същата година става дописен член на Познанското дружество на приятелите на науката. В 1893 – 1894 година е декан на Философския факултет на университета, а през 1904 г. е назначен за ректор на университета, но поради влошено здравословно състояние подава оставка след няколко седмици. В 1895 година става редовен член на Краковската академия. Калина е избран за член на Управителния съвет на Педагогическото дружество.
На конгреса на полските писатели и журналисти в Лвов в 1894 година Калина представя инициативата си за създаване на Етнографско общество и на 9 февруари 1895 година – организацията е основана и Калина е в продължение на 10 години е неин председател. През април 1895 година Калина основава и органа на дружеството списание „Луд“ (Хора), на което е и редактор.
Калина активно участва в работата на много обществени и благотворителни организации – Дружеството на преподавателите във висшето образование, като в годините 1897 – 1905 е негов президент, Педагогическото дружество, Научно-литературното дружество, за чието основаване в 1896 година в Лвов е инициатор, Дружеството за физическо възпитание на училищната младеж, Общество за подкрепа на освободените затворници, Родителската асоциация, Дружеството за градинарство и пчеларство.
През 1896 г. е назначен за член на кралската рада на столичния град Лвов. Като съветник той представя града по време на конгреса на славянските журналисти славянски в Австро-Унгария, който се състои в Прага.
Женен е за Мария Пивковска (1849 – 1944), с която имат три деца: Леон (1893 – 1942), лекар ортопед, втори син, починал в ранна детска възраст, и Цецилия (1900 – 1989).
Сред учениците на Калина са историкът и бъдещ директор на лвовския Осолинеум Лудвиг Бернацки, литературният историк Константи Войчеховски и историкът Бронислав Губринович.
Антони Калина умира внезапно на 6 май 1906 в Лвов. Погребан е в Личаковското гробище, в семейната гробница на Цемневски. През септември 2015 г., по повод 120-а годишнина на Полското етнографско дружество, членовете му поставят на гроба на Калина двуезична плоча, информираща, че в гробницата, че е погребан виден славист и етнограф от Остров Виелкополски.

## Избрана библиография
- O wynalezieniu pisma słowiańskiego przez św. Cyryla[4]
- W sprawie autentyczności rękopisu królodworskiego[4]
- Mowa kaszubska jako narzecze języka polskiego[4]
- O ludach aryjskich i pierwotnej ich ojczyźnie[4]
- Jana Parum Szulcego Słownik języka połabskiego[4]
- Przyczynek do historii koniugacji słowiańskiej[4]
- Żywot św. Wojciecha wobec historii[4]
- Z puszczy kurpiowskiej[4]
- O miękkich zgłoskach w języku staropolskim[4]
- System koniugacji polskiej[4]
- Artykuły prawa magdeburskiego z rękopisu około 1500 roku[4]
- Rozbiór krytyczny pieśni Bogarodzica, 1880,[2]
- La langue des Tziganes slowaques, 1882,[2]
- Historia języka polskiego, 1883,[2]
- Historia języka bulgarskiego, 1891,[6]
- Mowa kaszubska, jako narzecze języka polskiego, 1893.[6]